# Terminator: The Sarah Connor Chronicles
Terminator: The Sarah Connor Chronicles er en amerikansk tv-serie skabt af Josh Friedman. Serien debuterede på FOX den 13. januar 2008.
Serien nåede 2 sæsoner før Fox mente, at den havde for lave seertal. E! satte en stemme-poll op på deres side, hvor man kunne stemme om hvilken "døende" serie, der skulle reddes af seerne. T:SCC vandt med 50% af stemmerne, Dette valgte FOX network dog at ignorere og holdt fast ved deres beslutning.

## Handling
Hun er skæbnens betvinger. Hendes søn: Menneskehedens kommende leder. Deres beskytter: En terminator fra fremtiden. Sammen må de generobre fremtiden, men Sarah Connor forbedreder sin søn på at skulle kæmpe mod maskiner, der er fast besluttet på at udslette mennesket. Uret tikker. Kan de forhindre dommedag?

## Personer
- Sarah Connor – Lena Headey
- John Connor – Thomas Dekker
- Cameron Phillips – Summer Glau
- James Ellison – Richard T. Jones
- Derek Reese – Brian Austin Green
- Cromatie – Garret Dillahunt
- Cathrine Weaver – Shirley Manson

### Mindre roller
- Charlie Dixon – Dean Winters
- Michelle Dixon – Sonya Walger
- Agent Greta Simpson – Cathrine Dent
- Carlos – Jesse Garcia
- Andy Goode – Brendan Hines
- Cheri Westin – Kristina Apgar
- Dmitri Shipkov – Mark Ivanir
- Vick Chamberlain – Matt McColm
- Morris – Luis Chávez
- Kyle Reese – Jonathan Jackson
- Chola – Sabrina Perez